# Liw Nowy
Liw Nowy – dawne miasto położone na terenie obecnej wsi Liw, uzyskało lokację miejską w 1446 roku, zdegradowane przed 1678 rokiem.